# Wilbrand Stael
Wilbrand Stael (* im 15. Jahrhundert; † 1510) war Domherr in Münster.

## Leben
Wilbrand Stael wurde als Sohn des Knappen Rotger Stael zu Loburg († 1503) und dessen Gemahlin Agnes Schade zu Ihorst geboren. Er absolvierte ein Studium in Köln und Bologna und wird 1487 erstmals als Domherr zu Münster urkundlich erwähnt. Wilbrand war Propst zu St. Martini in Münster. Als er im Jahre 1510 zum Domscholaster, dem die Leitung der Domschule oblag, gewählt wurde, gab er das Amt des Propstes auf. Wilbrand blieb bis zu seinem Tode Leiter der Domschule.
Die Domherren Wilhelm Stael, Johann Stael und Dietrich Stael waren seine Onkel.